# Hôtellerie du Dauphin
L'Hôtellerie du Dauphin était une hostellerie située à Laon, en France qui sert actuellement de logement collectif.

## Localisation
La cour des changes se situe aux 7, 9, 11, 13 rue du Change ainsi qu'au 22 rue Sérurier près de la cathédrale dans une partie piétonne.

## Description
Autour d'une cour se trouvent plusieurs bâtiments, à droite en entrant un édifice avec un escalier en tourelle décorée en pierre. Le bâtiment de gauche possède un balcon de bois. Le bâtiment en face de l'entrée est en appareillage de pierre de taille, pour les tours de fenêtres et de briques rouges. La cour pavée a une pierre à eau. Sur la rue est maintenue une enseigne de fer.
Les façades et toitures du bâtiment sont inscrites au titre des monuments historiques en 1981.

## Images

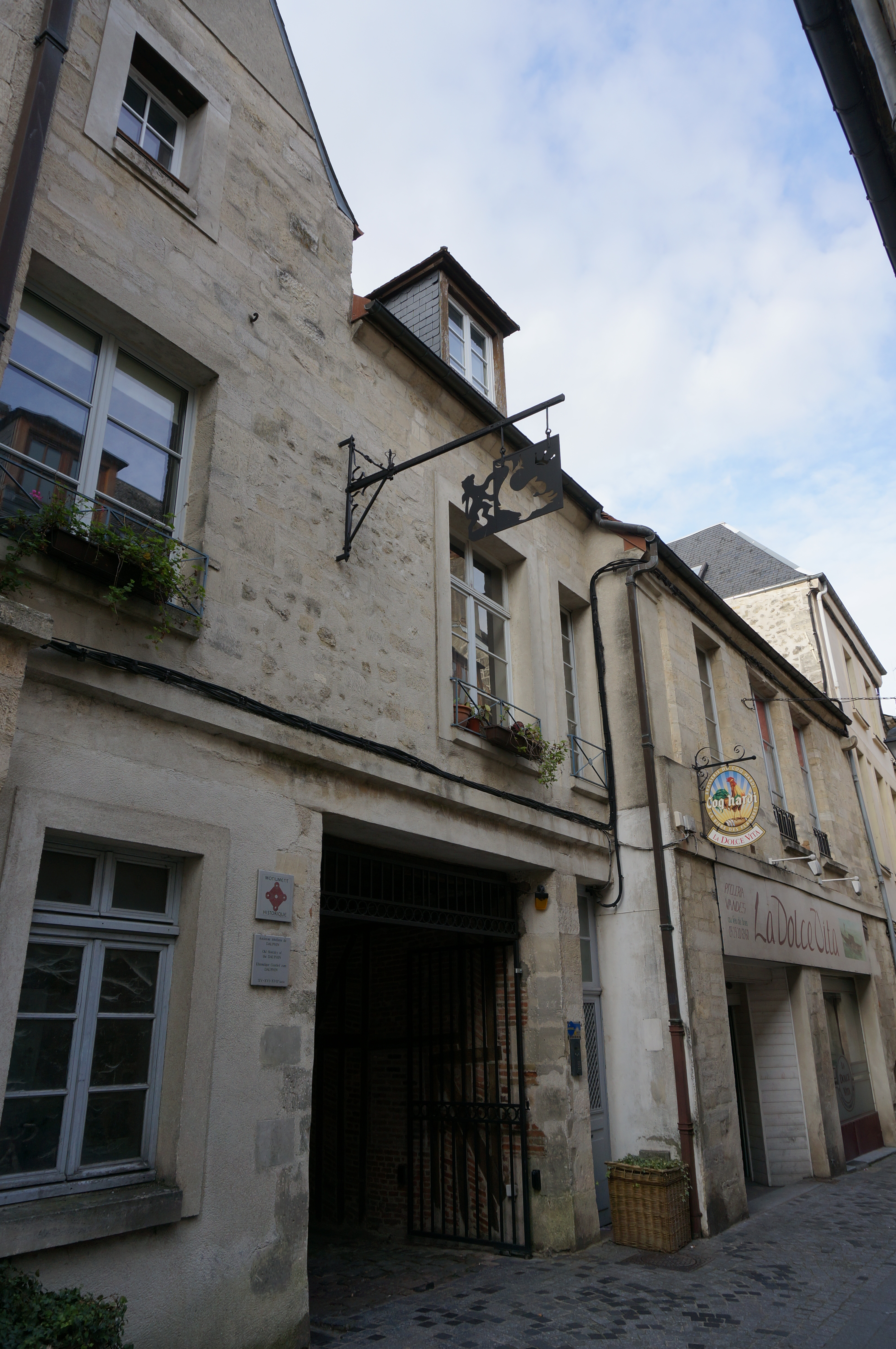
Façade sur rue.
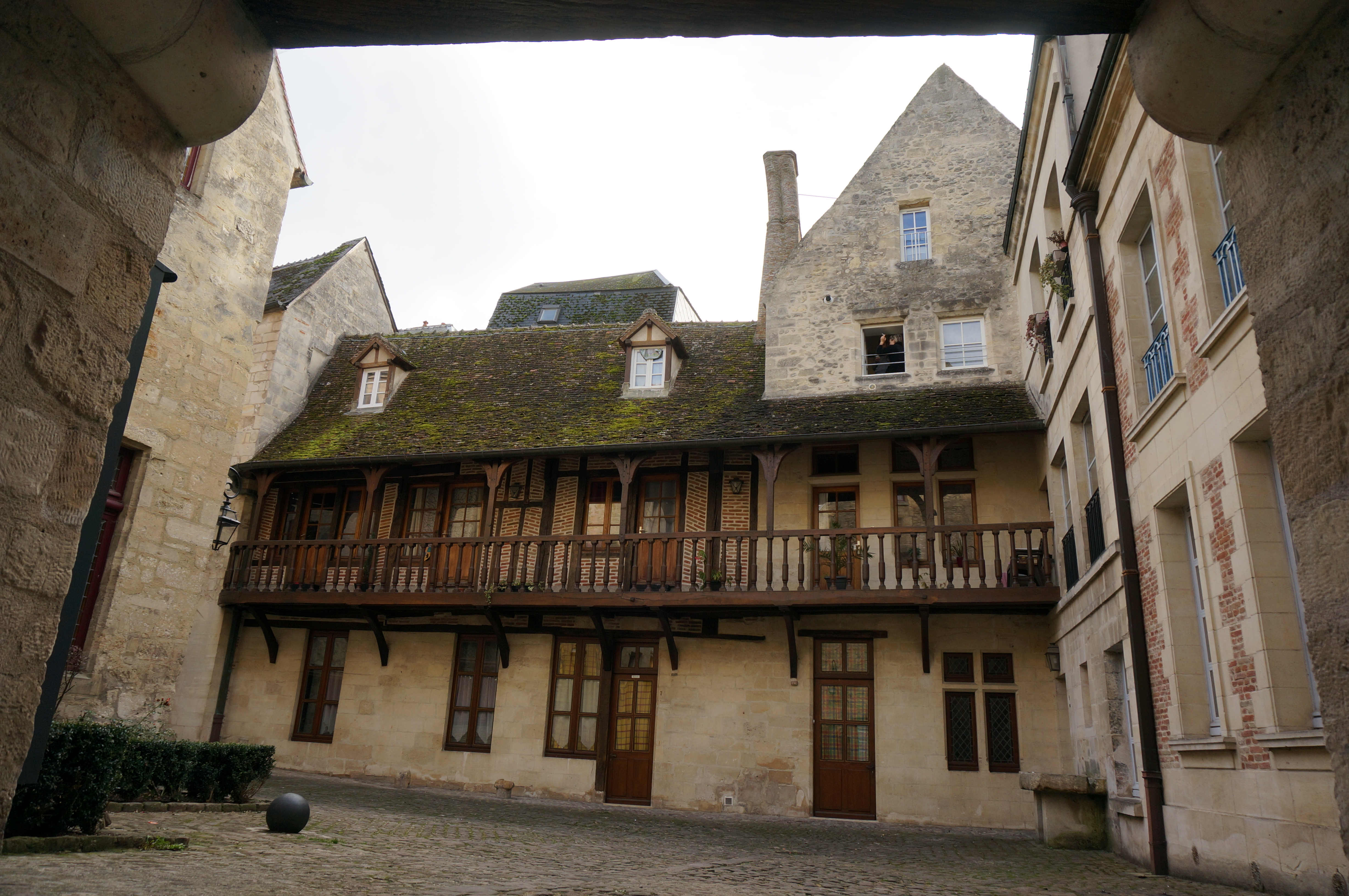
Bâtiment sud.
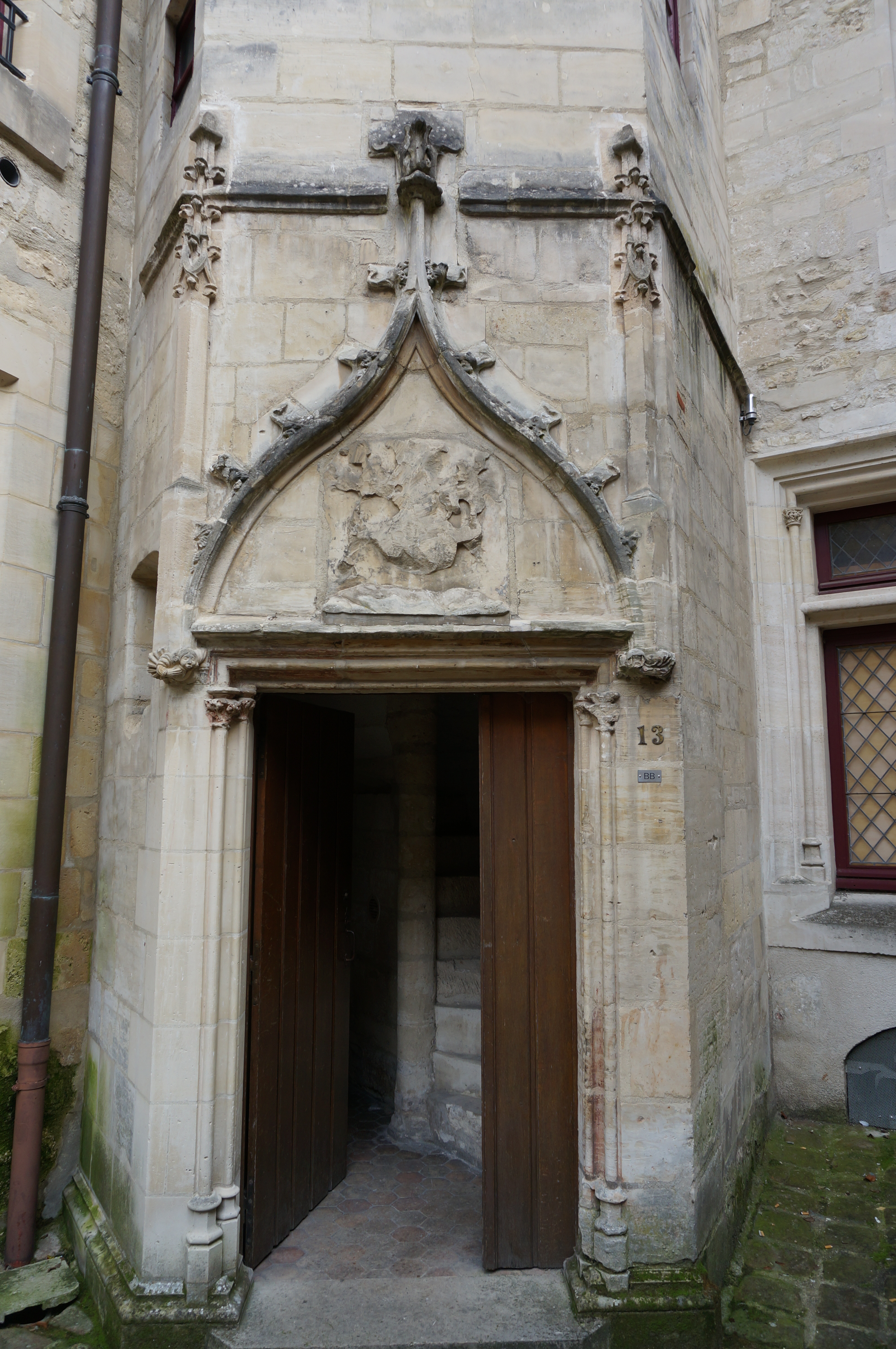
Porte Renaissance.
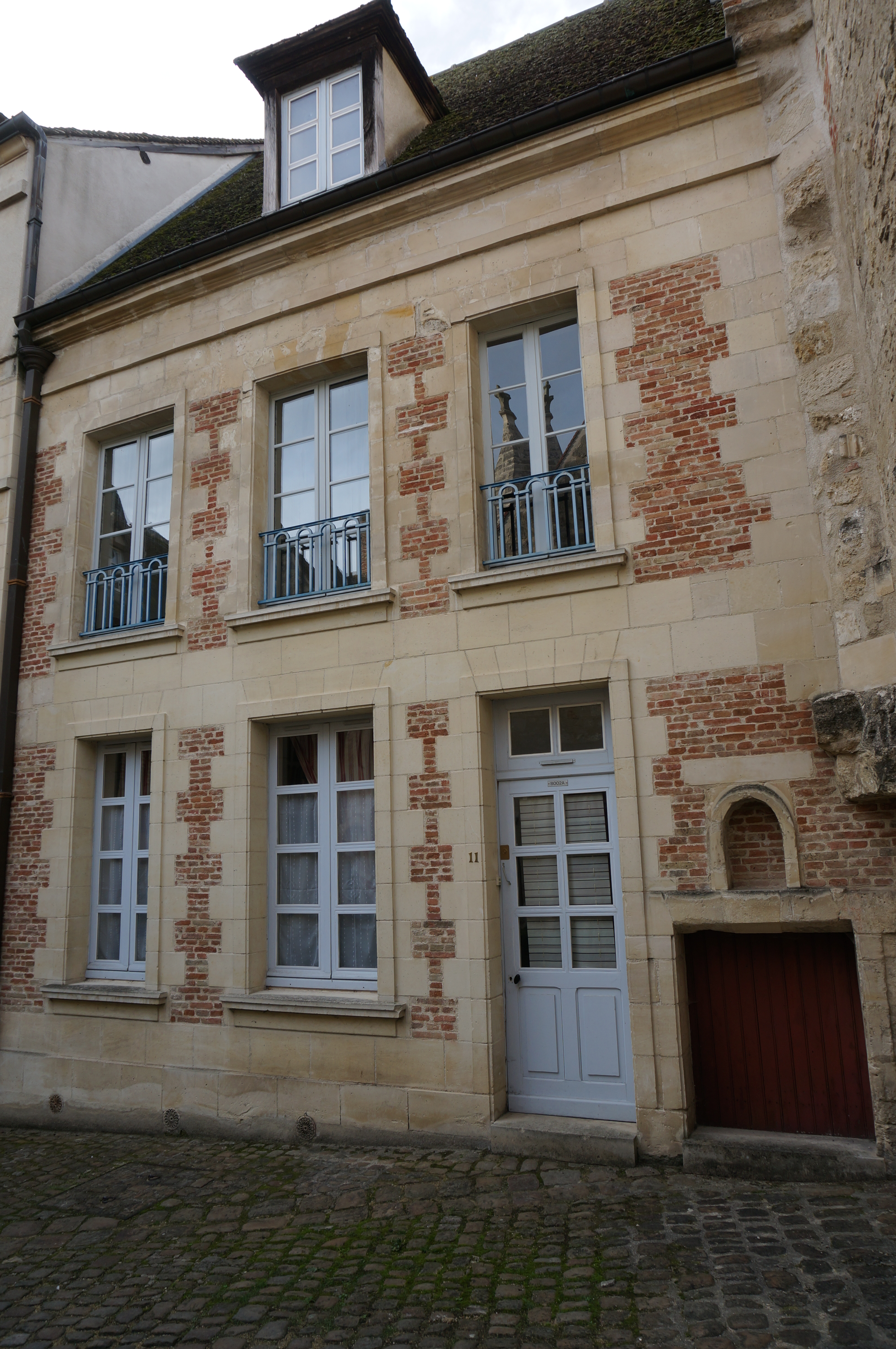
Bâtiment ouest.